# Ardanué
Ardanué (Ardoné en catalán ribagorzano) es una localidad española del municipio de Laspaúles, en la Ribagorza, provincia de Huesca, Aragón. Se encuentra a 2 km de Laspaúles.

## Geografía
Se encuentra a 1335 m s. n. m. entre el valle de Castanesa y de Barrabés.

## Toponimia
Su origen deriva probablemente del antropónimo latino Arduenno, el poseedor de las tierras. Al igual que con Ardané o Ardanuy.
En el fogaje de 1405 ordenado por las Cortes de Maella aparece como Adernuey:

Don Gerault d'Aspes qui devia pagar por XLª e VI casas, yes a saber, La Grossa VII, Aspes, XVII, Abellya IIIº, Bebils X, Adernuey uno, Millyera uno, Canguas uno.

## Historia
Formó un municipio independiente junto a Neril llamado Neril y Ardanués hasta la segunda mitad del s. xx.

## Lugares de interés

### Iglesia de San Esteban
Edificio construido entre los años 1100 y 1125. Se trata de una iglesia de planta rectangular con cabecera semicircular. El ábside está decorado con arquería lombarda realizada en toba. Bajo ella, en la parte central, hay una ventana de medio punto. A los pies se alza una espadaña de dos ojos. El acceso se encuentra en el muro sur. Anteriormente, tenía planta de cruz latina, pero tras su restauración en la década de 1990 se eliminaron las capillas laterales para reforzar la estructura.

### Casa Perich
Casa del s. xv que ha sido restaurada como hostal, conservando su estilo original.